# Saint-Genès-Champanelle
Pour les articles homonymes, voir Saint-Genès.
Saint-Genès-Champanelle est une commune française située dans le département du Puy-de-Dôme, en région Auvergne-Rhône-Alpes.
Elle fait partie de l'aire d'attraction de Clermont-Ferrand et est adhérente du parc naturel régional des Volcans d'Auvergne.
Ses habitants, au nombre de 3 974 au recensement de 2022, sont appelés les Champanellois et les Champanelloises.

## Géographie

### Localisation

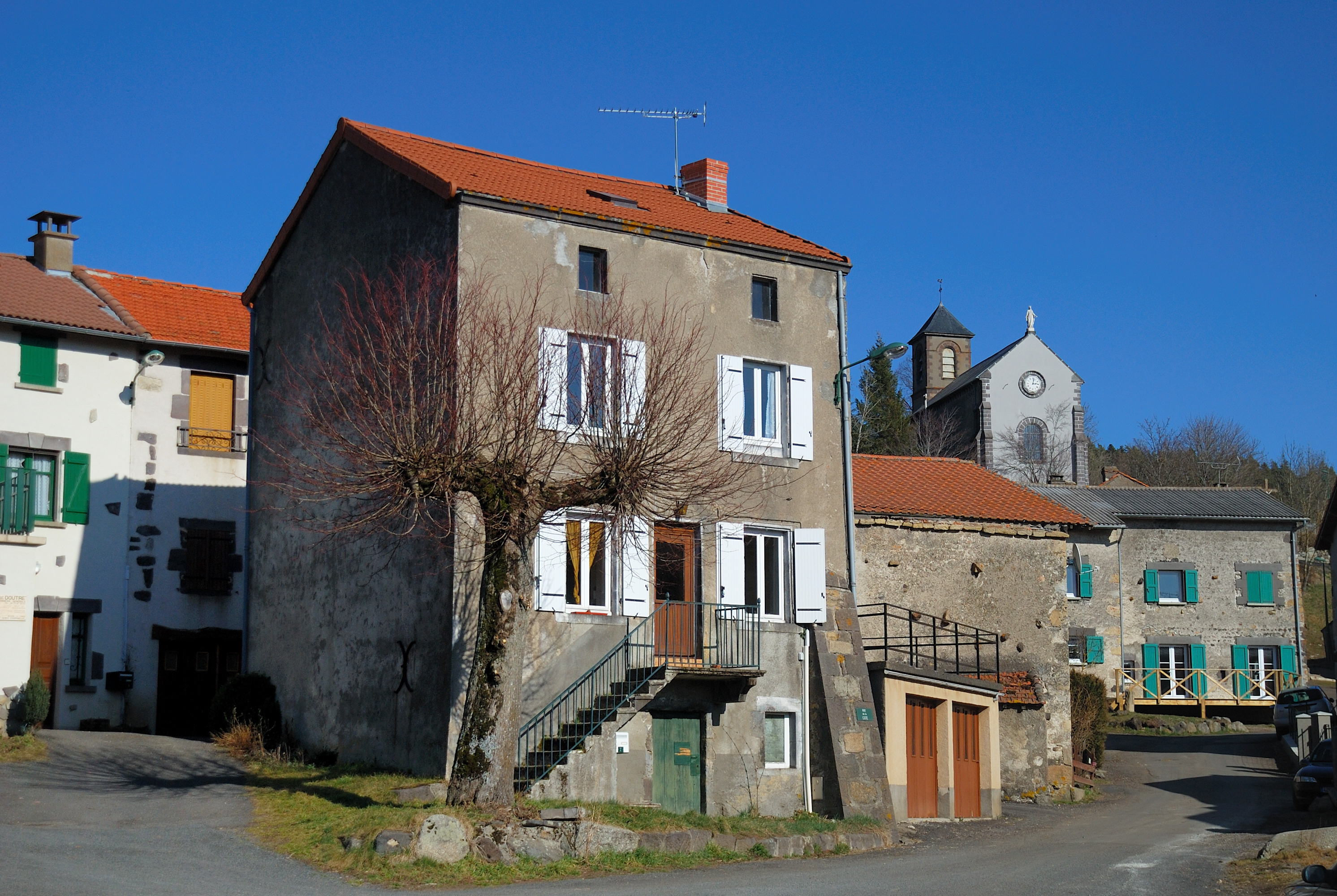
Hameau de Beaune-le-Chaud.

La commune est située au centre du département du Puy-de-Dôme, à l'ouest de Clermont Auvergne Métropole dont elle fait partie. Elle est composée de douze hameaux et le hameau central qui a donné le nom à la commune est historiquement le plus petit d'entre les douze. Il est constitué de quelques habitations qui entourent les nombreux et importants équipements communaux (mairie, groupe scolaire, crèche, médiathèque, salle des fêtes, gymnase et équipements sportifs, caserne de pompiers, poste, etc.). La vocation résidentielle de la commune s'est affirmée au cours des dernières décennies et les centres anciens des hameaux se sont entourés d'une couronne de constructions nouvelles.
Liste des hameaux (entre parenthèses le gentilé adopté lors du conseil municipal du jeudi 25 mars 1999) : Beaune-le-Chaud (Beaunois), Berzet (Berzétois), Champeaux (Champeaunois), Chatrat (Chatradiens), Fontfreyde (Fontfreydois), Laschamps (Laschampois), Manson (Mansonnais), Nadaillat (Nadaillatois), Pardon (Pardonnais), Saint-Genès-Champanelle (Champanellois), Thèdes (Thédésiens), Theix (Theixois).
Elle est au cœur de la chaîne des Puys et plusieurs de ceux-ci sont sur son territoire : puy de la Vache, puy de Lassolas, puy de Mercœur, etc. De nombreux sentiers de petite randonnée la parcourent et elle est traversée par le sentier de grande randonnée 4.
Neuf communes jouxtent Saint-Genès-Champanelle :
Les communes limitrophes sont  Aydat, Ceyrat, Ceyssat, Chanonat, Nébouzat, Orcines, Romagnat, Royat et Saint-Saturnin.
| Ceyssat  | Orcines                 | Royat                    |
| Nébouzat | Saint-Genès-Champanelle | Ceyrat, Romagnat         |
|          | Aydat                   | Chanonat, Saint-Saturnin |

### Géologie et relief
La commune s'étend sur 5 158 hectares.
La mairie se trouve à 880 mètres d'altitude. L'altitude de la commune varie de 660 mètres, dans la vallée qui part sous le hameau de Nadaillat, à 1 252 mètres, au sommet de la montagne de Laschamps (volcan).

### Hydrographie
Plusieurs ruisseaux naissent sur la commune. Certains forment l'Auzon, d'autres l'Artière, et les derniers, mais dans une moindre mesure, la Tiretaine. L'ensemble finit dans l'Allier.

### Voies de communication et transports

#### Voies routières
Les deux principales routes traversant la commune sont les routes départementales 2089 (anciennement RN 89, reliant Clermont-Ferrand à Tulle et Bordeaux et traversant le hameau de Theix) et 942 (anciennement RD 941a et RN 141a à Laschamps, à l'ouest de la commune).
Les autres routes assurent un maillage local des différents hameaux de la commune :
- la RD 5 dessert Thèdes et de Chatrat, continuant vers le sud-ouest jusqu'au carrefour avec les routes menant au Mont-Dore (RD 983), avec deux antennes : la RD 5f permettant de rejoindre Royat et la RD 5g desservant Charade (hameau de Royat);
- la RD 52, en provenance de Ceyssat à l'ouest, passant par Laschamps, le bourg, Theix, puis après un tronc commun avec la RD 2089, cette route mène en direction de Chanonat (par le hameau de Varennes) ;
- la RD 90, en provenance de Fontanas (hameau d'Orcines) au nord, passant par Manson, Thèdes, le bourg, puis Fontfreyde, avec une antenne, la RD 90n, reliant Fontfreyde à la RD 2089 en direction de la Cassière (hameau d'Aydat) ;
- la RD 96, reliant Theix (au carrefour avec la RD 2089) à Saint-Saturnin ;
- la RD 133, reliant le bourg à Ceyrat en passant par Berzet ;
- la RD 145, reliant Nadaillat à Rouillas-Haut et Rouillas-Bas (hameaux d'Aydat) ;
- la RD 767, reliant Laschamps au quartier de Boisséjour de Ceyrat en passant par Manson et en longeant le circuit de Charade par le nord ; cette route possède deux antennes :
  - la RD 767a reliant la RD 942 à Laschamps,
  - la RD 767b déviant Manson par l'est ;
- la RD 778 reliant Beaune-le-Chaud à Fontfreyde.

#### Transports ferroviaires
Il n'y a jamais eu de ligne de chemin de fer sur la commune.

#### Transports en commun
La commune de Saint-Genès-Champanelle est desservie par le transport à la demande du réseau T2C. Le service assure des correspondances avec les lignes majeures du réseau, notamment le tramway et la ligne B.

### Climat
Pour des articles plus généraux, voir Climat d'Auvergne-Rhône-Alpes et Climat du Puy-de-Dôme.
En 2010, le climat de la commune est de type climat de montagne, selon une étude du Centre national de la recherche scientifique s'appuyant sur une série de données couvrant la période 1971-2000. En 2020, Météo-France publie une typologie des climats de la France métropolitaine dans laquelle la commune est exposée à un climat de montagne ou de marges de montagne et est dans une zone de transition entre les régions climatiques « Ouest et nord-ouest du Massif Central » et « Nord-est du Massif Central ».
Pour la période 1971-2000, la température annuelle moyenne est de 8,3 °C, avec une amplitude thermique annuelle de 15,3 °C. Le cumul annuel moyen de précipitations est de 1 093 mm, avec 10,5 jours de précipitations en janvier et 8,5 jours en juillet. Pour la période 1991-2020, la température moyenne annuelle observée sur la station météorologique de Météo-France la plus proche, « Fontaine-du-Ber_sapc », sur la commune d'Orcines à 7 km à vol d'oiseau, est de 8,2 °C et le cumul annuel moyen de précipitations est de 1 023,7 mm,. Pour l'avenir, les paramètres climatiques de la commune estimés pour 2050 selon différents scénarios d'émission de gaz à effet de serre sont consultables sur un site dédié publié par Météo-France en novembre 2022.

## Urbanisme

### Typologie
Au 1er janvier 2024, Saint-Genès-Champanelle est catégorisée commune rurale à habitat dispersé, selon la nouvelle grille communale de densité à sept niveaux définie par l'Insee en 2022.
Elle est située hors unité urbaine. Par ailleurs la commune fait partie de l'aire d'attraction de Clermont-Ferrand, dont elle est une commune de la couronne,. Cette aire, qui regroupe 209 communes, est catégorisée dans les aires de 200 000 à moins de 700 000 habitants,.

### Occupation des sols
L'occupation des sols de la commune, telle qu'elle ressort de la base de données européenne d’occupation biophysique des sols Corine Land Cover (CLC), est marquée par l'importance des forêts et milieux semi-naturels (51,1 % en 2018), en diminution par rapport à 1990 (52,3 %). La répartition détaillée en 2018 est la suivante : forêts (41,1 %), prairies (28,8 %), zones agricoles hétérogènes (12,5 %), milieux à végétation arbustive et/ou herbacée (10 %), zones urbanisées (6 %), espaces verts artificialisés, non agricoles (1 %), zones industrielles ou commerciales et réseaux de communication (0,5 %). L'évolution de l’occupation des sols de la commune et de ses infrastructures peut être observée sur les différentes représentations cartographiques du territoire : la carte de Cassini (XVIIIe siècle), la carte d'état-major (1820-1866) et les cartes ou photos aériennes de l'IGN pour la période actuelle (1950 à aujourd'hui).

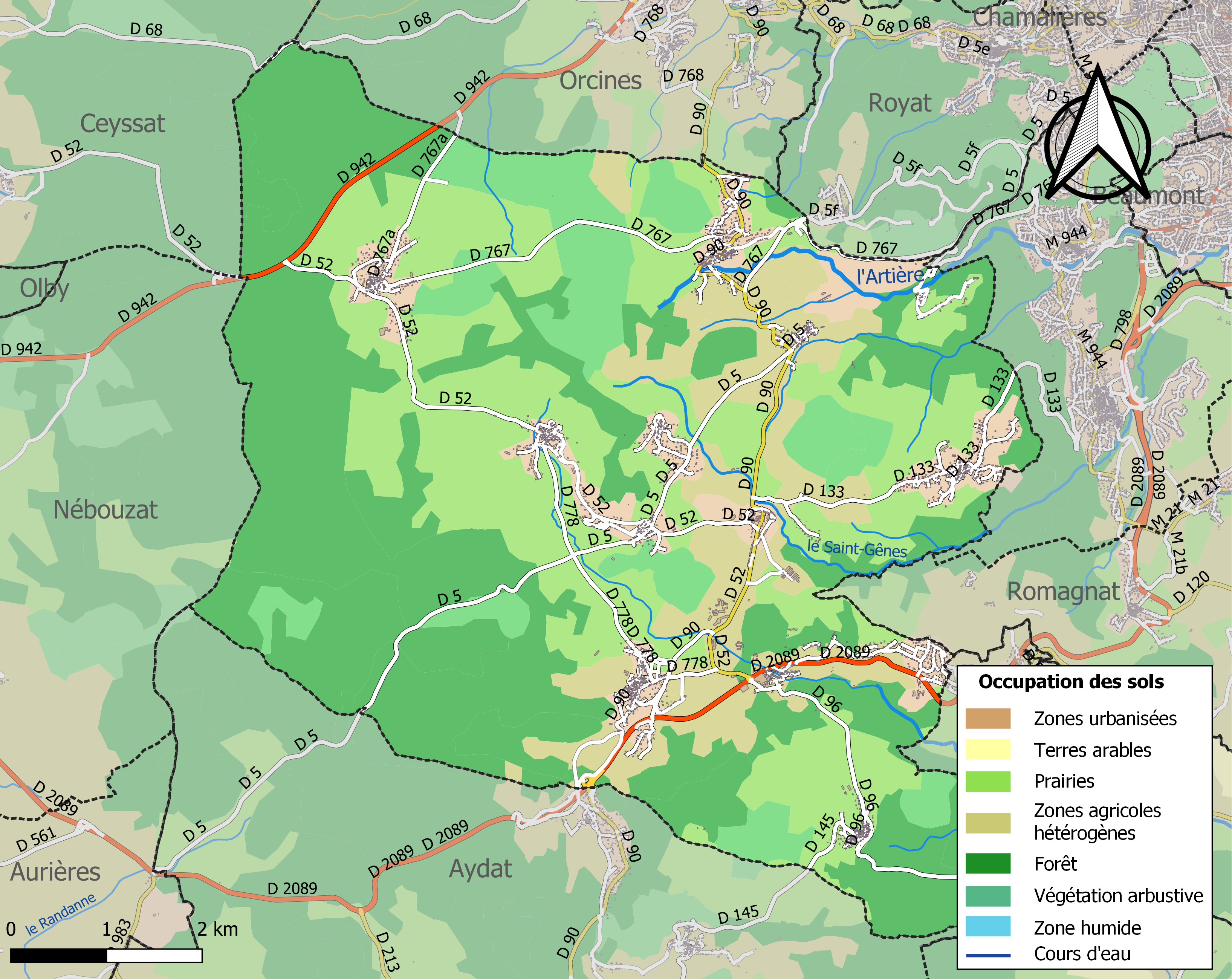
Carte des infrastructures et de l'occupation des sols de la commune en 2018 (CLC).

### Zonages d'études
Selon les zonages d'étude définis par l'Insee, Saint-Genès-Champanelle dépend également de la zone d'emploi et du bassin de vie de Clermont-Ferrand.

### Morphologie urbaine et villages

#### Beaune-le-Chaud
Beaune-le-Chaud (45° 43′ 37″ N, 2° 59′ 28″ E) est situé à trois kilomètres à l'ouest du chef-lieu, par la route départementale 52. Son nom est dû à l'exposition sud-sud-est du puy de Chatrat, au nord.

#### Berzet
Berzet (45° 43′ 26″ N, 3° 02′ 42″ E) est situé sur la route de Saint-Genès à Ceyrat par la route départementale 133, dominé par le puy de Berzet au bord de la faille de la Limagne.

#### Champeaux
Champeaux (45° 44′ 24″ N, 3° 02′ 28″ E), petit village au nord-est de la commune et accessible par la route départementale 767 depuis Boisséjour (commune de Ceyrat), est composé de Champeaux Bas, avec des anciennes fermes, et Champeaux Haut, avec un habitat plus moderne.

#### Chatrat
Chatrat (45° 43′ 37″ N, 3° 00′ 22″ E), à l'écart des routes principales de la commune (accès le plus proche par la D 5), est le point de départ de nombreux chemins de randonnée.

#### Fontfreyde

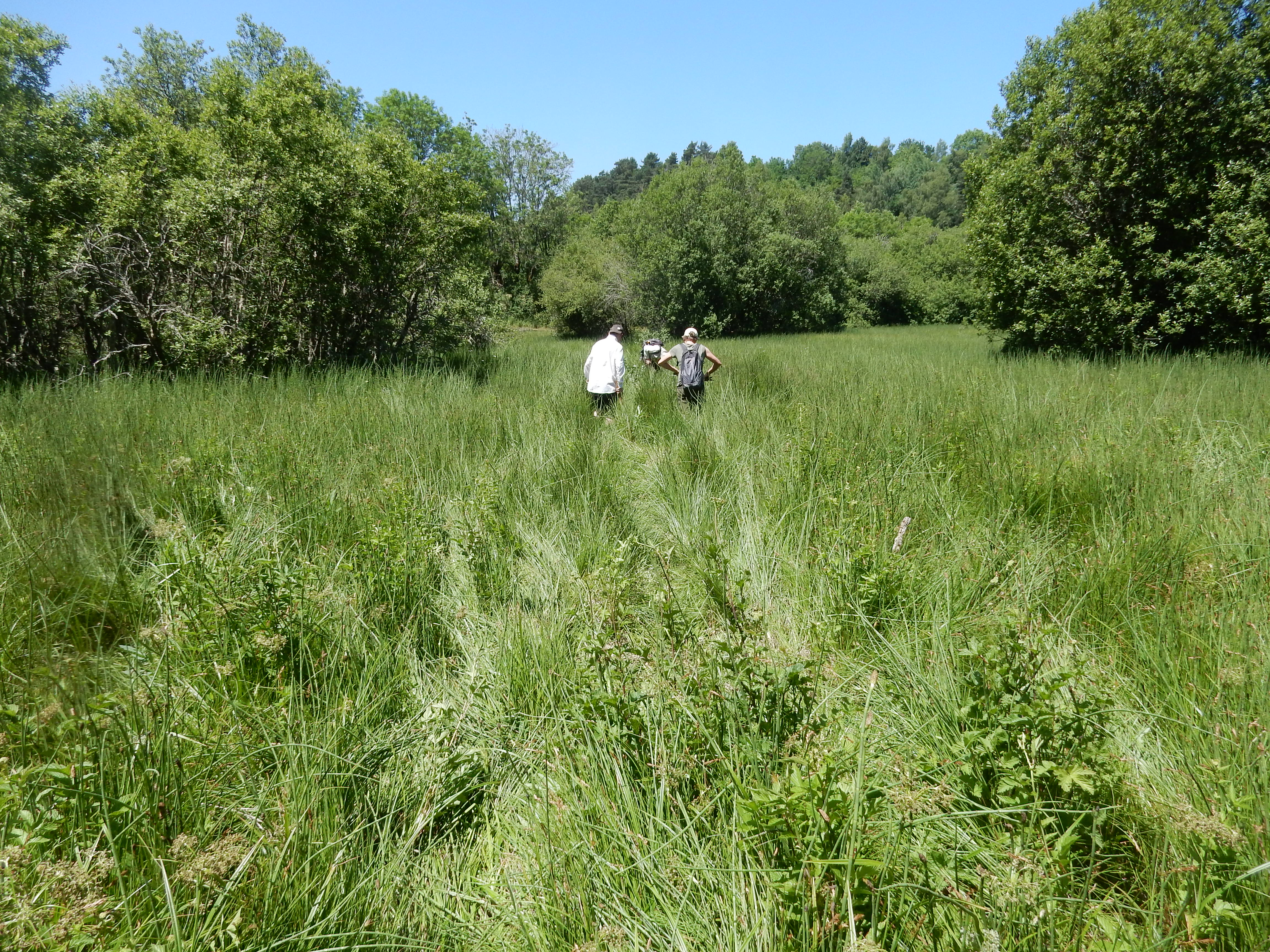
Marais de Fonfreyde.

Fontfreyde (45° 42′ 11″ N, 3° 00′ 11″ E) est situé au sud de la commune, près de la route de Clermont-Ferrand à Bordeaux (D 2089), à la limite avec Aydat. Les carrières attenant à la cheire de Mercoeur, exploitées jusqu'au milieu du XXe siècle, ont servi à la construction des maisons du village. Sur le territoire du hameau se trouve un petit marais (24 ha) recouvrant une tourbière de 8 m de profondeur et vieille de 8 000 ans.

#### Laschamps
Laschamps (45° 44′ 29″ N, 2° 58′ 01″ E) est situé au nord-ouest de la commune, dont c'est le village le plus haut. La proximité du puy de Dôme et de Vulcania font de ce village le point de départ de circuits de randonnée. Le 17 septembre 1865, le village est ravagé en grande partie par un incendie dévastateur qui fait plusieurs victimes et de nombreux dégâts matériels,. C'est par ailleurs dans une coulée de lave située à Laschamps qu'on a découvert la première excursion géomagnétique connue, l'événement de Laschamp.

#### Manson
Manson (45° 44′ 42″ N, 3° 00′ 50″ E) est situé au nord de la commune. Elle conserve une activité agricole importante parallèlement à l'arrivée de nouveaux habitants.

#### Nadaillat
Nadaillat (45° 41′ 28″ N, 3° 02′ 02″ E) est situé sur les flancs d'une coulée basaltique, à une altitude de 900 mètres, au pied de la montagne de la Serre. Elle dépendait de la paroisse de Chanonat jusqu'à la Révolution, puis à celle de Saint-Genès sous Napoléon Ier. L'habitat se caractérise par des « maisons à étages », des « escaliers en pierre » et des rues étroites.

#### Pardon
Pardon (45° 43′ 08″ N, 3° 00′ 14″ E), situé à un kilomètre à l'ouest du chef-lieu par la D 52, témoigne d'une « ancienne vie rurale, pastorale et communautaire active ».

#### Saint-Genès (chef-lieu)
Saint-Genès (45° 43′ 08″ N, 3° 01′ 08″ E), situé au centre de la commune, est à l'origine un hameau très modeste très peu peuplé (quelques foyers). Une église y est implantée depuis au moins le XIIe siècle et vers 1600 la maison forte attenante est transformée en château. Ensuite un hospice pour indigents est construit. Il est transformé en couvent pour jeunes filles avant d'être détruit et remplacé par la maison des associations (salle des fêtes) au cours du XXe siècle. La mairie est construite au cours du XIXe siècle (plusieurs fois agrandie depuis) et un bureau de poste au début du XXe siècle (bâtiment désaffecté aujourd'hui). Les écoles des hameaux sont regroupées au chef-lieu dans le dernier quart du XXe siècle, un groupe scolaire est construit pour l'occasion. Il est agrandi au début du XXIe siècle et une crèche est ajoutée. Le hameau comprend également une caserne de pompiers et plusieurs équipements sportifs (gymnase et terrains de football, de rugby et de tennis).

#### Thèdes

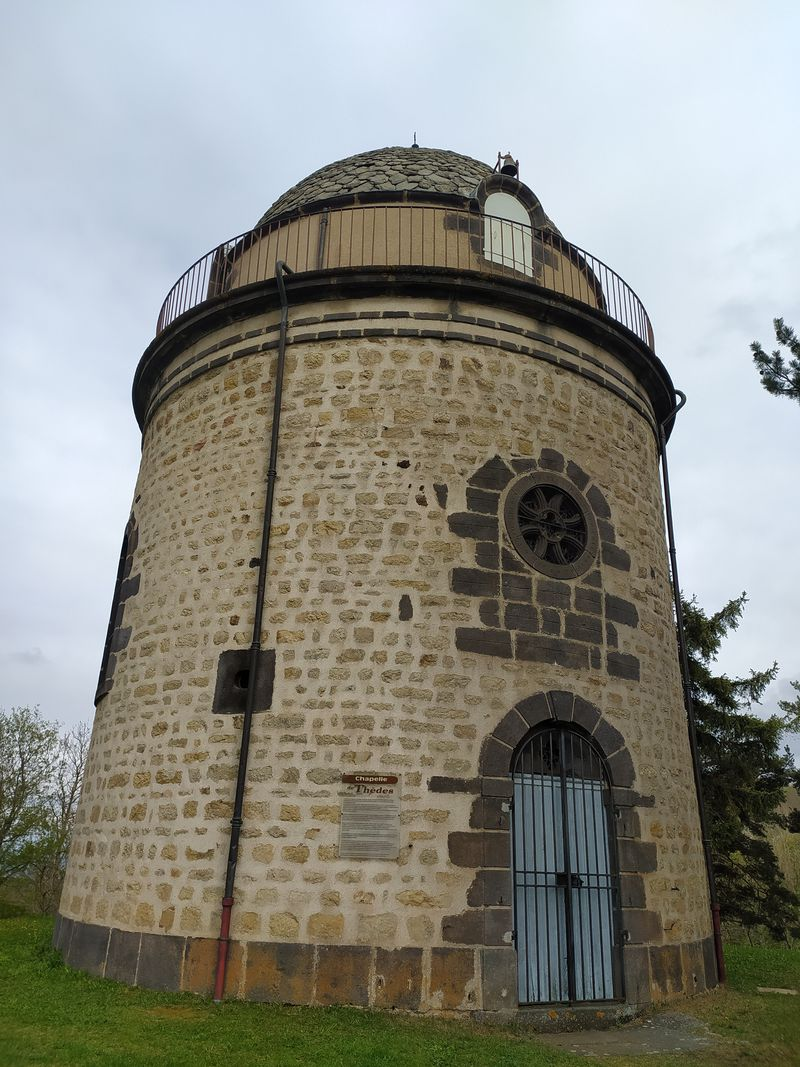
La chapelle de Thèdes

Thèdes (45° 44′ 13″ N, 3° 01′ 26″ E) est situé au nord-est de la commune. Orthographiée Thedde en 1326 ou Theylde en 1336. Au XIXe siècle, Benoit Gonod y fit construire, sur un promontoire non loin de sa résidence d'été, un tombeau en forme de chapelle, pour lui-même est son épouse.

#### Theix
Theix (45° 42′ 18″ N, 3° 01′ 19″ E) est traversé par la route départementale 2089 (route du Mont-Dore), où sont implantés des commerces, une station-service, un pôle médical, et une laiterie. Quelques centaines de mètres à l'est, le Plat d'Auzat est un quartier résidentiel.

### Logement
En 2017, la commune comptait 1 682 logements, contre 1 507 en 2012 et 1 308 en 2007. Parmi ces logements, 85,2 % étaient des résidences principales, 4,4 % des résidences secondaires et 10,4 % des logements vacants (3,5 % en 2007). Ces logements étaient pour 96 % d'entre eux des maisons individuelles et pour 3,8 % des appartements.
La proportion des résidences principales, propriétés de leurs occupants était de 85,5 %, en baisse sensible par rapport à 2012 (86,3 %) mais en hausse par rapport à 2007 (84,5 %). La part de logements HLM loués vides était de 4,5 % (contre 2,1 % en 2012 et 2007).

### Risques naturels et technologiques
La commune est soumise aux risques de feu de forêt, de phénomènes liés à l'atmosphère, de phénomènes météorologiques, et de séisme (zone de sismicité de niveau 3). Un DICRIM a été établi par la commune.
Le séisme le plus violent ressenti dans la région de Clermont-Ferrand date du 1er mars 1490. Un sismomètre vélocimétrique est implanté dans la commune, au Petit Puy de Manson. Le dernier séisme ressenti dans la commune date du 14 août 1935, son épicentre est localisé à Pont-du-Château, dans la plaine de la Limagne.
Une cavité souterraine est présente entre Fontfreyde et la Cassière (lieu-dit de la commune d'Aydat) : l'ancien tunnel routier de la Cassière présente des risques d'effondrement.
Deux installations industrielles sont implantées, une au chef-lieu (Société MICHEL TERRASSEMENT), une autre à Theix (Société Laitière des Volcans d'Auvergne).

## Toponymie
La commune s'est orthographiée Saint Genest de Champanelle sur la carte de Cassini (XVIIIe siècle), Saint Genest Champanelle sous l'an II, Saint-Geneix-Champanelle au Bulletin des lois et s'orthographie Saint-Genès-Champanelle actuellement.
Genès est un martyr chrétien, un disciple de Syrénat, compagnon d'Austremoine de Clermont, et évangélisateur de la région au IIIe siècle ou au début du IVe siècle. L'Office du Saint le dit originaire de Mycènes mais d'autres sources le font naître dans la région. Reconnu comme chrétien, il aurait été, si l'on en croit la tradition thiernoise (voir Église Saint-Genès de Thiers), décapité par un soldat romain sur un rocher (dit aujourd'hui rocher Saint-Genès) situé juste en dessous de l'actuel cimetière Saint-Jean de Thiers.
En auvergnat Sent Genès de Champanela.

## Politique et administration

### Découpage territorial
Saint-Genès-Champanelle fait partie de l'arrondissement de Clermont-Ferrand.
En 1793, la commune était rattachée au canton de Beaumont, puis au canton de Clermont-Ferrand-Sud-Ouest en 1801. Un décret de 1982 replace la commune dans le canton de Beaumont, lequel n'a pas été modifié par le redécoupage des cantons du département de 2014.
Entre 1790 et 1794, elle absorbe la commune de La Champ. Les deux communes formaient ainsi une municipalité de Saint Genest Champanelle Theix et La Champ. nota : la fiche sur le site de l'EHESS est erronée et est en cours de rectification à propos de Leix.

### Tendances politiques et résultats
Aux élections législatives de 2012, la députée Danielle Auroi, élue dans la 3e circonscription, a recueilli 60,57 % des suffrages exprimés. 68,09 % des électeurs ont voté, soit 1 786 votants sur 2 623 inscrits.
Seul candidat à s'être représenté aux élections municipales de 2014, Roger Gardes a été réélu au premier tour. Le taux de participation est de 61,03 % (1 665 votants sur 2 728 inscrits).
Aux élections départementales de 2015, le binôme constitué de Jean-Paul Cuzin et d'Anne-Marie Picard, élu dans le canton de Beaumont, n'est pas arrivé en tête au second tour (43,89 % des voix) contrairement au premier tour (26,52 %). L'autre binôme (Éric Egli et Dominique Molle), d'une liste union de la gauche, a recueilli 56,11 % des voix au second tour ; au premier tour il atteignait 24,26 % des voix, à égalité avec un binôme divers gauche. 53,90 % des électeurs ont voté au second tour, soit 1 472 votants sur 2 731 inscrits.

### Administration municipale
Lors des élections municipales de 2020, le seuil de 3 500 habitants a été franchi. Le conseil municipal est composé de vingt-sept membres, dont sept adjoints et trois conseillers délégués.

### Liste des maires
| Période                                  | Période                        | Identité              | Étiquette | Qualité |
| ---------------------------------------- | ------------------------------ | --------------------- | --------- | --- |
| Les données manquantes sont à compléter. |                                |                       |           | |
| 1864                                     | 1906                           | Franck Chauvassaigne  |           | Conseiller général |
| 1906                                     | 1912                           | Antoine Chaucot       |           | |
| 1912                                     | 1919                           | Antoine Gauthier      |           | |
| 1919                                     | 1944                           | Jean Toury            |           | |
| 1945                                     | 1947                           | Claude Martin Chirent |           | |
| 1947                                     | 1954                           | Jean Joseph Cissoire  |           | |
| 1954                                     | 1971                           | Raymond Toury         |           | |
| 1971                                     | 1977                           | Claude Gauthier       |           | |
| 1977                                     | 1989                           | Paul Gauthier         | PS        | |
| 1989                                     | 2020                           | Roger Gardes          | PS        | Président du parc naturel régional des volcans d'Auvergne 3e vice-président de Clermont Auvergne Métropole chargé de l'urbanisme, des espaces naturels, des cours d'eau, du tourisme et des partenariats institutionnels (en 2017) |
| 2020                                     | En cours (au 7 septembre 2020) | Christophe Vial       | PS        | Chargé d'études dans une collectivité territoriale |

### Politique environnementale
Une déchèterie, gérée par Clermont Auvergne Métropole, est implantée sur le territoire communal.

### Jumelages
Saint-Genès-Champanelle est jumelée avec :
- Kallmünz (depuis le 23 juin 1984), petite cité de Bavière, près de Ratisbonne en Allemagne ;
- Monterosso al Mare, commune de la province de La Spezia dans la région de Ligurie en Italie.

Le comité de jumelage organise tout au long de l'année des manifestations en collaboration avec ses villes jumelles (rencontres citoyennes, marché de Noël, repas à thème, concerts, tables rondes…).

## Population et société
La richesse de la vie associative et la création récente d'équipements collectifs de qualité permettent de satisfaire une grande partie des besoins de la population en matière culturelle et sportive.
Par ailleurs, la beauté et la variété des paysages attirent de plus en plus d'amoureux de la nature.
Ainsi se développe une économie nouvelle basée sur l'accueil touristique et les loisirs sportifs : randonnées pédestres et équestres, VTT, parapente, etc.

### Démographie

#### Évolution démographique
L'évolution du nombre d'habitants est connue à travers les recensements de la population effectués dans la commune depuis 1793. Pour les communes de moins de 10 000 habitants, une enquête de recensement portant sur toute la population est réalisée tous les cinq ans, les populations de référence des années intermédiaires étant quant à elles estimées par interpolation ou extrapolation. Pour la commune, le premier recensement exhaustif entrant dans le cadre du nouveau dispositif a été réalisé en 2007.

En 2022, la commune comptait 3 974 habitants, en évolution de +12,74 % par rapport à 2016 (Puy-de-Dôme : +2,1 %, France hors Mayotte : +2,11 %).
| 1793  | 1800  | 1806  | 1821  | 1831  | 1836  | 1841  | 1846  | 1851  |
| ----- | ----- | ----- | ----- | ----- | ----- | ----- | ----- | ----- |
| 1 950 | 1 702 | 2 169 | 2 217 | 2 126 | 2 040 | 2 019 | 2 119 | 2 119 |

| 1856  | 1861  | 1866  | 1872  | 1876  | 1881  | 1886  | 1891  | 1896  |
| ----- | ----- | ----- | ----- | ----- | ----- | ----- | ----- | ----- |
| 2 001 | 2 029 | 1 878 | 1 902 | 1 888 | 1 909 | 1 909 | 1 902 | 1 760 |

| 1901  | 1906  | 1911  | 1921  | 1926  | 1931  | 1936  | 1946  | 1954  |
| ----- | ----- | ----- | ----- | ----- | ----- | ----- | ----- | ----- |
| 1 771 | 1 678 | 1 629 | 1 420 | 1 549 | 1 373 | 1 302 | 1 154 | 1 173 |

| 1962  | 1968  | 1975  | 1982  | 1990  | 1999  | 2006  | 2007  | 2012  |
| ----- | ----- | ----- | ----- | ----- | ----- | ----- | ----- | ----- |
| 1 213 | 1 406 | 1 592 | 2 008 | 2 465 | 2 688 | 3 003 | 3 044 | 3 277 |

| 2017  | 2022  | - | - | - | - | - | - | - |
| ----- | ----- | - | - | - | - | - | - | - |
| 3 612 | 3 974 | - | - | - | - | - | - | - |

#### Pyramide des âges
En 2018, le taux de personnes d'un âge inférieur à 30 ans s'élève à 34,3 %, soit au-dessus de la moyenne départementale (34,2 %). À l'inverse, le taux de personnes d'âge supérieur à 60 ans est de 22,3 % la même année, alors qu'il est de 27,9 % au niveau départemental.
En 2018, la commune comptait 1 833 hommes pour 1 808 femmes, soit un taux de 50,34 % d'hommes, légèrement supérieur au taux départemental (48,41 %).
Les pyramides des âges de la commune et du département s'établissent comme suit.
| Hommes | Classe d’âge | Femmes |
| ------ | ------------ | ------ |
| 0,4    | 90 ou +      | 0,4    |
| 4,2    | 75-89 ans    | 5,1    |
| 18,5   | 60-74 ans    | 15,9   |
| 20,5   | 45-59 ans    | 22,5   |
| 22,1   | 30-44 ans    | 21,6   |
| 11,7   | 15-29 ans    | 12,1   |
| 22,5   | 0-14 ans     | 22,3   |

| Hommes | Classe d’âge | Femmes |
| ------ | ------------ | ------ |
| 0,7    | 90 ou +      | 2,1    |
| 7,4    | 75-89 ans    | 10,2   |
| 17,7   | 60-74 ans    | 18,6   |
| 20,2   | 45-59 ans    | 19,2   |
| 18,4   | 30-44 ans    | 17,4   |
| 18,6   | 15-29 ans    | 17,2   |
| 17     | 0-14 ans     | 15,3   |

### Enseignement
Saint-Genès-Champanelle dépend de l'académie de Clermont-Ferrand.
Les élèves commencent leur scolarité dans le groupe scolaire public Les Volcans composé d'une école maternelle et d'une école élémentaire, géré par la commune.
Ils la poursuivent au collège Molière, à Beaumont, puis à Clermont-Ferrand, aux lycées lycée Jeanne-d'Arc ou Blaise-Pascal.

### Sports
- Circuit de Charade.
- Le départ et l'arrivée des éliminatoires français de la coupe automobile Gordon Bennett ont lieu à Laschamps en juin 1905 (circuit d'Auvergne à parcourir quatre fois par les concurrents)[40].

## Économie

### Emploi
En 2017, la population âgée de 15 à 64 ans s'élevait à 2 249 personnes, parmi lesquelles on comptait 78 % d'actifs dont 74 % ayant un emploi et 4 % de chômeurs.
On comptait 1 084 emplois dans la zone d'emploi. Le nombre d'actifs ayant un emploi résidant dans la zone étant de 1 674, l'indicateur de concentration d'emploi s'élève à 64,8 %, ce qui signifie que la commune offre moins d'un emploi par habitant actif.

### Entreprises et commerces
Au 31 décembre 2018, la commune comptait 190 entreprises, dont 40 dans le commerce de gros et de détail, et autant dans les activités spécialisées, scientifiques et techniques et activités de services administratifs et de soutien.
En outre, elle comptait 202 établissements.
La Société laitière des volcans d'Auvergne y emploie 160 personnes dans sa laiterie de Theix et l'Institut national de recherche pour l'agriculture, l'alimentation et l'environnement (INRAE) y a installé un important centre de recherche (entre les hameaux de Theix et de Saint-Genès).
Les commerces sont implantés dans les villages de Theix (une boulangerie-pâtisserie, un magasin de fruits et légumes et un bar-tabac-presse) et de Fontfreyde (commerce de détail de boissons).

### Tourisme
Au 1er janvier 2020, la commune comptait deux hôtels non classés, totalisant 21 chambres. Le site de la mairie mentionne, entre autres, un hôtel quatre étoiles à Beaune-le-Chaud et un hôtel trois étoiles à Laschamps.

## Culture et patrimoine

### Lieux et monuments
Outre les églises et chapelles des villages, on trouve sur la commune les lieux suivants :
- Agglomération romaine du col de Ceyssat, sur les communes de Ceyssat, Orcines et Saint-Genès-Champanelle
- À Theix, un château remanié à plusieurs époques se situe au milieu d'un grand parc. Entre 1939 et 1945, le pavillon sainte Marguerite, résidence du régisseur de château, est réquisitionné par les autorités Clermontoises[42]. Les documents évacués de la Bibliothèque Nationale et Universitaire de Strasbourg sont stockés au château des Quayres, de Cordès et de Theix[43]. Après la deuxième guerre mondiale, la propriété est partagée entre les 4 enfants du propriétaire[42]. En 1951, la Caisse d'allocations familiales du Puy-de-Dôme achète le domaine[42]. À partir de 2001, le château est occupé par Cap' Vacances, loué à partir de 2008 par Temps Jeunes[42]. Il appartient depuis août 2014 à l'association de colonies de vacances Temps Jeunes.
- Sur le territoire du village de Laschamps, entre les départementales 942 et 767a, se trouve une stèle en hommage à Étienne Michelin, sur le lieu de son crash[44].
- Le village de Fontfreyde possède une chapelle construite en 1870, dédiée à saint Georges, abritant une stèle portant l'inscription « Mgr Jean CHAUCOT / partit de Fontfreyde le 10 septembre / missionnaire en Amérique / il s'est embarqué à Brest / en compagnie de 50 jeunes / missionnaires il y a 120 ans / ( don 20 novembre 1987 ) ».
- Le village de Laschamp, situé en limite d'une coulée de lave, possède au moins deux sites où l'inversion du champ magnétique terrestre se manifeste, l'un à proximité du village et l'autre à Roche Merle. L'excursion de Laschamp, datée de 41 000 ans, est une référence internationale dans l'échelle des inversions du magnétisme terrestre.
- Plantée au milieu des pâturages de Manson, quasi à mi-chemin de Laschamps, se trouve la chapelle Saint-Aubin. Construite en 1954, à côté des fondations d'un ancien oratoire, elle abrite la source dite miraculeuse de La Chabana. Les fresques intérieures, peintes par André Siramy, illustrent les légendes liées à la source qui guérirait les maladies des yeux.

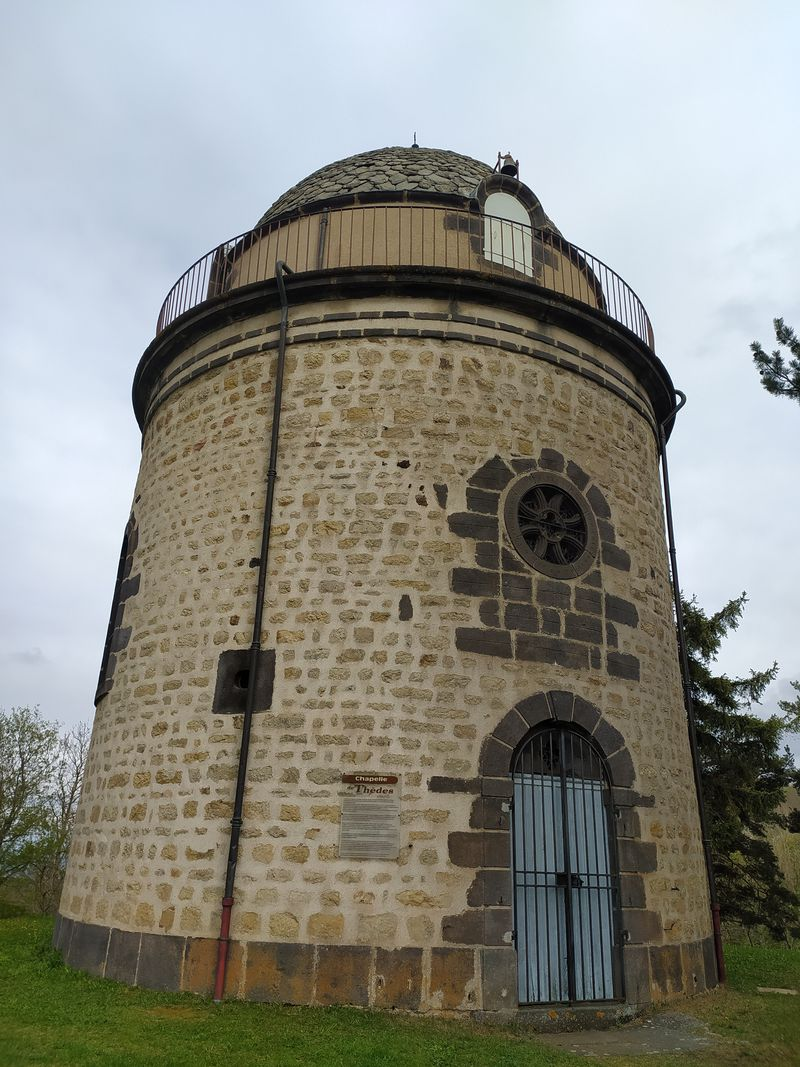
La chapelle de Thèdes

- La chapelle de ThèdesÀ Thèdes, Benoît Gonod, professeur au collège de Clermont-Ferrand et bibliothécaire de la ville, fait construire au milieu du XIXe siècle un tombeau pour lui et sa femme dans le village où ils avaient une villégiature. C'est une chapelle ronde, ornée de quatre vitraux et meublée d'un autel et d'une statue, dans laquelle les habitants du village pouvaient venir se recueillir. Lors de sa construction, des sarcophages de pierre, datant des Mérovingiens, furent exhumés.